# Société de développement de la Baie-James
La Société de développement de la Baie-James (SDBJ) est une société d’État fondée en 1971 par le gouvernement de Robert Bourassa. Son siège social est à Chibougamau, dans le Nord-du-Québec.  
Elle a pour mission « de favoriser, dans une perspective de développement durable, le développement économique, la mise en valeur et l’exploitation des ressources naturelles du territoire de la Baie-James, autres que les ressources hydroélectriques relevant du mandat d’Hydro-Québec. Elle peut notamment susciter, soutenir et participer à la réalisation de projets visant ces fins, ».

## Historique
La Société de développement de la Baie-James est officiellement créée en juillet 1971 par le biais de la Loi sur le développement de la région de la Baie James,. Lors de sa fondation, le gouvernement lui accorde un capital autorisé de cent millions de dollars, alloué à raison de dix millions par an. La SDBJ est également constituée comme actionnaire à 40 % de la Société d’énergie de la Baie-James, aux côtés d’Hydro-Québec, qui détient 60 % du capital et contrôle ainsi cette entité. Sa fondation s’inscrit dans « le projet du siècle,» de Robert Bourassa, qui vise le développement hydroélectrique du Nord québécois.
À sa création, son mandat est « de réaliser le développement intégré du territoire de la Baie-James ». Il varie au fil des orientations gouvernementales et la SDBJ traverse une période de rationalisation et de démobilisation entre 1977 et 1987,. En novembre 1981, la SDBJ soumet son plan de développement 1981-1985 au ministère de l’Énergie et des Ressources, qui refuse de l’approuver, estimant que, les grandes infrastructures étant achevées, les organismes sectoriels comme les ministères ou d'autres sociétés d'État seraient mieux placés pour assumer les responsabilités de développement. Le gouvernement décide alors de démanteler la SDBJ en transférant ses actifs, notamment miniers, à la SOQUEM, bien que le territoire ne contienne pas de gisements significatifs, après des investissements d’environ trente millions de dollars de la SDBJ qui avaient généré le double en investissements privés.  
À la suite de cette réorganisation, l’organisation est presque entièrement démantelée en 1984, et ses biens et archives sont redistribués. 
La Société de développement de la Baie-James connaît un nouveau souffle en 1987 et sa vocation de « structure de services et organisme de développement économique régional pour le territoire décrit dans sa loi constitutive» est approuvée par le Conseil des ministres en 1989,,.
Son rôle en tant que partenaire économique dans la région est renforcé en 1998, alors que le ministre des Finances, Bernard Landry, annonce que la Société de développement de la Baie-James recevra « les fonds requis pour qu’elle participe au capital-actions d’entreprises qui pourraient réaliser 40 millions de dollars d’investissements privés ». En 2000, elle est officiellement autorisée « à consentir des prêts ou tout autre engagement financier, de même qu’à acquérir des actions ou des parts de personnes morales sous certaines conditions ». À partir de cette année-là, elle bénéficie d’un fonds de capital-risque lui permettant de soutenir des projets avec des partenaires privés ou publics, notamment pour relancer les activités minières dans les régions de Chibougamau-Chapais et pour le projet Persévérance de Falconbridge (aussi connu sous le nom de Noranda Inc., avant la fusion des deux entreprises en 2006), près de Matagami.
Cependant, la survie de la SDBJ est remise en question par le gouvernement libéral en 2005-2006, ce qui entraîne la liquidation de sa participation dans le projet Persévérance. Néanmoins, la SDBJ continue ses activités en diversifiant ses investissements dans de petites compagnies d’exploration minière, profitant d’une période de forte croissance de l’industrie. Devant la fermeture de la dernière mine de Chibougamau en 2009, la SDBJ réoriente ses investissements en partenariat avec d’autres acteurs dans les régions de Bachelor, Matagami et les monts Otish, investissant environ trois millions de dollars par an dans ces projets.
À ce jour, les activités de la SDBJ sont concentrées au sein de deux secteurs: le développement économique et la gestion d’infrastructures de transports,.

## Développement économique régional
La Société de développement de la Baie-James a divers fonds d'investissement pour encourager le développement économique régional.
Dès sa création, la SDBJ s'intéresse au potentiel minier de la région. Elle adopte sa propre politique d'investissement pour « soutenir et stimuler l'exploration minière » en 2003.
Son portefeuille d'investissements a par ailleurs fait un bond de 77% en 2020, s'établissant à plus de 11 millions de dollars. 3,5 millions de dollars ont été investis dans 20 projets en 2020 .

## Infrastructures de transport sous la responsabilité de la SDBJ
Aujourd’hui, la SDBJ est propriétaire de la route Billy-Diamond, de l’aéroport de Radisson Grande-Rivière ainsi que du chemin menant à Chisasibi. Elle est également propriétaire et gestionnaire du relais routier du kilomètre 381 ainsi que deux aérodromes.

50% du réseau routier régional, soit plus de 2000 kilomètres de routes, est également sous sa gestion.  

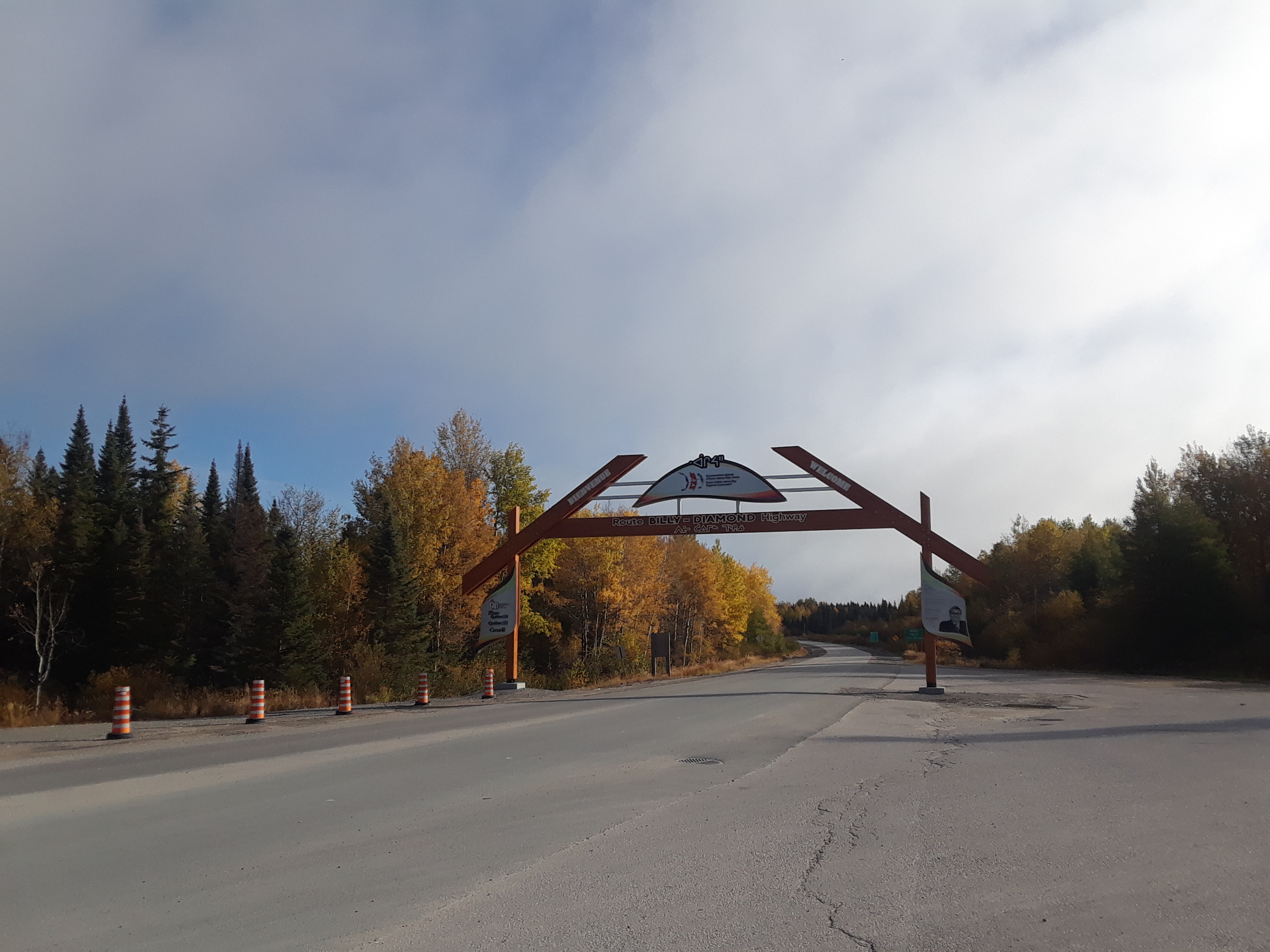
Entrée de la route Billy-Diamond à Matagami, 2022.
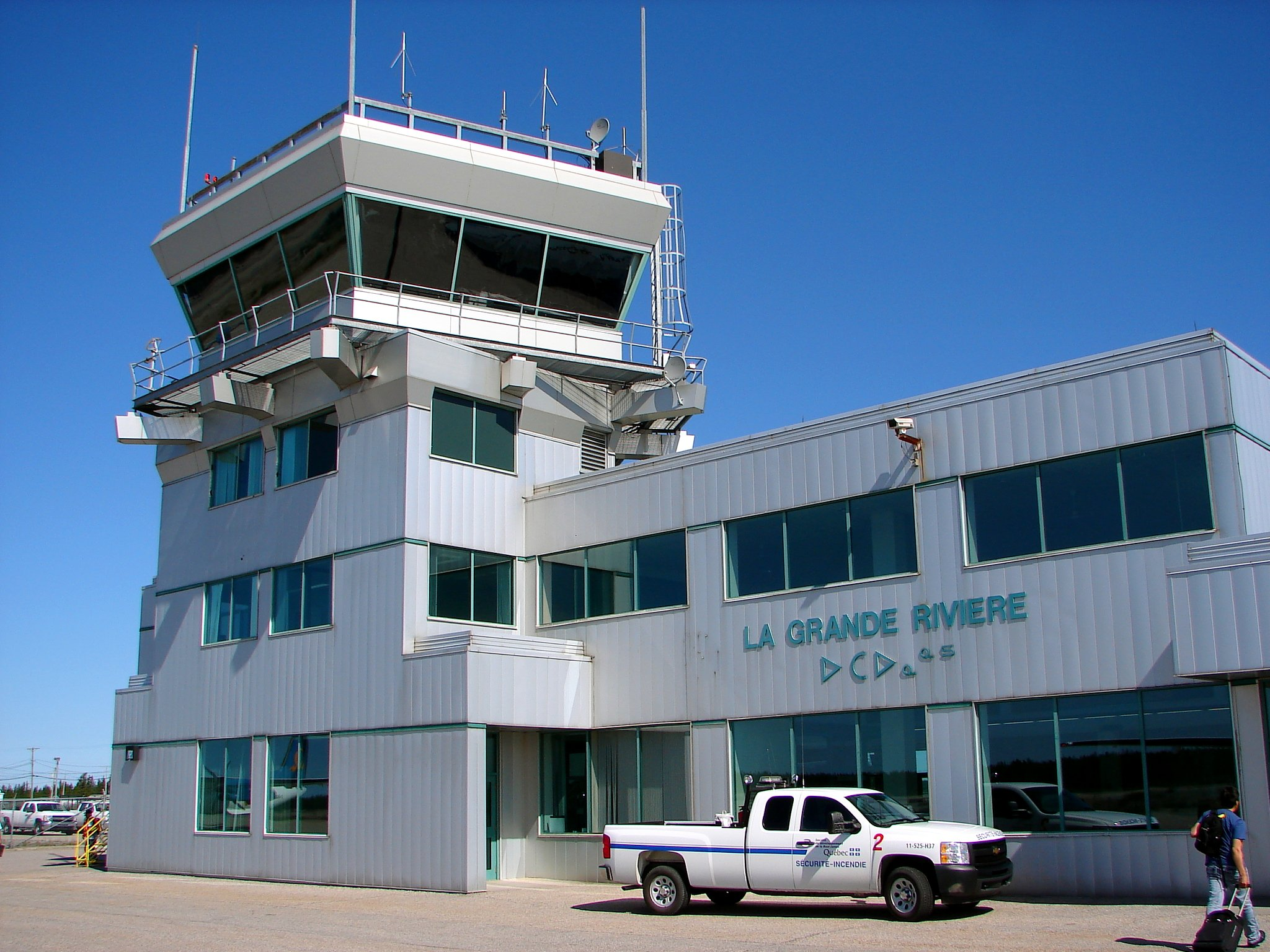
Aéroport de Radisson Grande-Rivière en 2012.
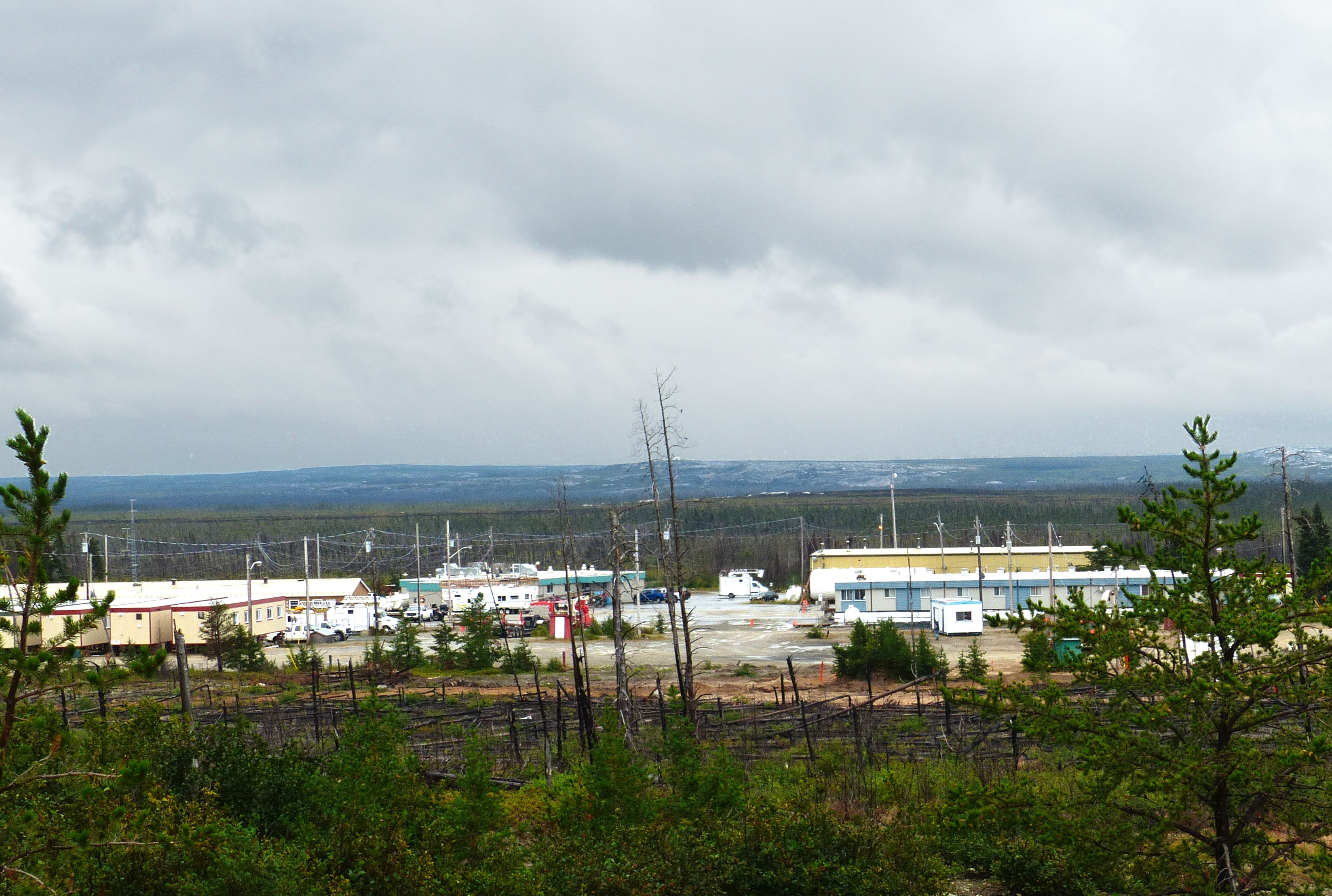
Relais routier au km 381 de la route de la Baie-James en août 2015.

## Projets de la Société de développement de la Baie-James
La Société de développement de la Baie-James a eu pour mandat la construction de la route de la Baie-James, renommée route Billy-Diamond en 2020,. Elle est aussi responsable de la construction, de 1973 à 1974, de l’aéroport La Grande-Rivière. Les infrastructures de la localité de Radisson sont bâties à ce même moment.
La SDBJ, par sa filiale Société de tourisme de la Baie-James, a également commandé la construction de l’Auberge Radisson, en 1977, vendue avec le complexe Pierre-Radisson à Hydro-Québec en 2007.

### Sites externes
- Société de développement de la Baie-James